# همه کسی (همدان)
همه کسی (همدان)، روستایی از توابع بخش شرا شهرستان همدان در استان همدان ایران است.

## جمعیت
این روستا در دهستان چاه دشت قرار دارد و براساس سرشماری مرکز آمار ایران  جمعیت این روستا ۷۰۰نفر بوده است